# Microthrissa minuta
Microthrissa minuta är en fiskart som beskrevs av Poll, 1974. Microthrissa minuta ingår i släktet Microthrissa och familjen sillfiskar. IUCN kategoriserar arten globalt som sårbar. Inga underarter finns listade i Catalogue of Life.